# Vaccinium oranjense
Vaccinium oranjense är en ljungväxtart som beskrevs av J. J. Smith. Vaccinium oranjense ingår i Blåbärssläktet, och familjen ljungväxter. Utöver nominatformen finns också underarten V. o. marginellum.